# Muscari neglectum
Muscari neglectum là một loài thực vật có hoa trong họ Măng tây. Loài này được Guss. ex Ten. mô tả khoa học đầu tiên năm 1842.

## Hình ảnh

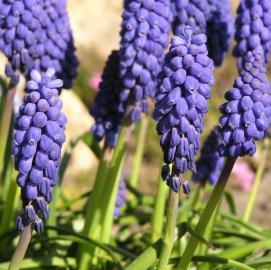
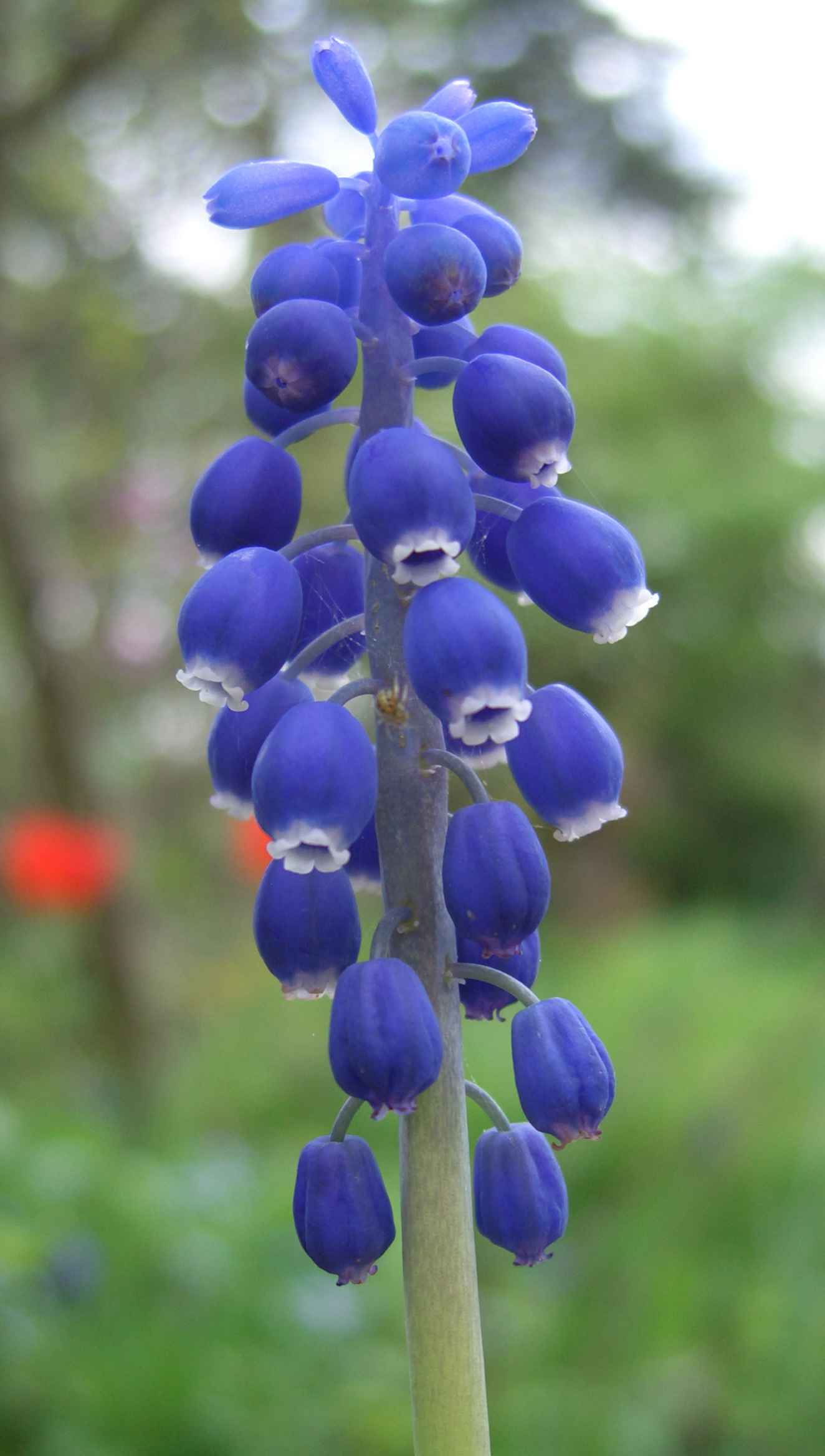
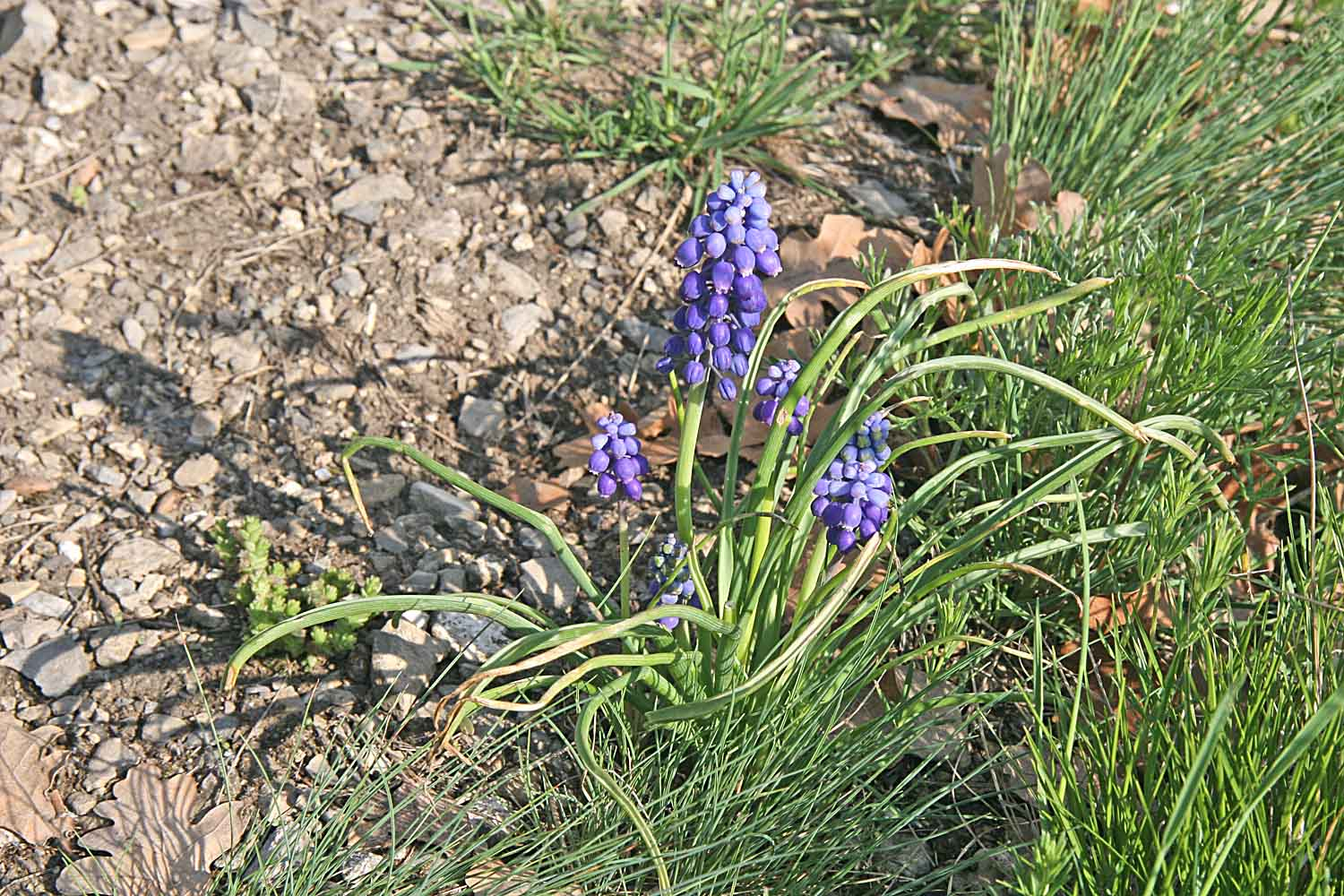
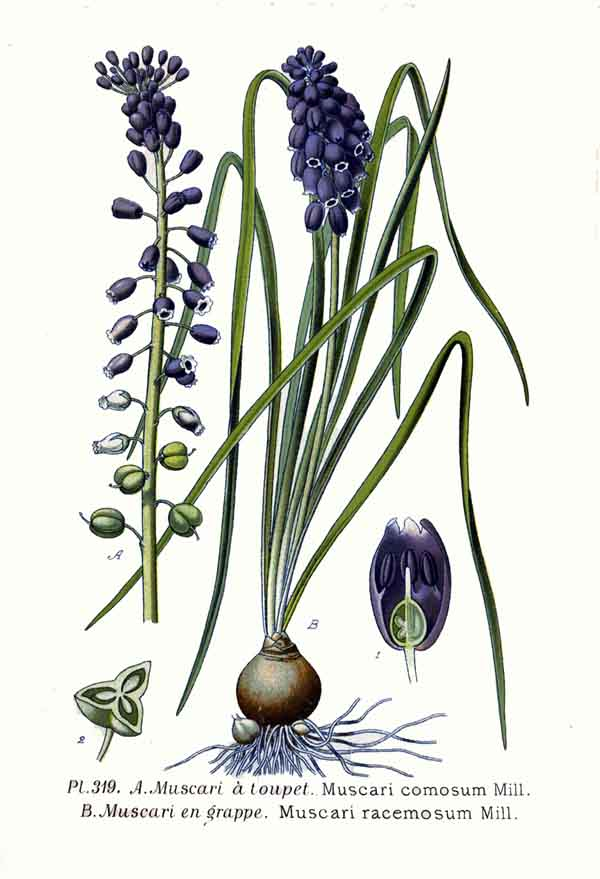